# Latiniserede efternavne
Latiniserede efternavne er efternavne, der er omdannet til at lyde mere latinske.
I 1500-tallet begyndte det, under indflydelse sydfra, at blive moderne blandt latinkyndige at latinisere sit navn, hvad enten navnet var geografisk eller erhvervsmæssigt inspireret eller et patronymikon (sen-navn). Det var selvsagt en meget begrænset udbredelse denne skik havde, idet det hovedsageligt var latinskoleelever, studenter, præster og videnskabmænd der kunne skrive og tale latin. Derfor betegnes disse navne da også som lærde i faglitteraturen. At håndværkerbetegnelser som Faber (smed) findes blandt disse navne skyldes ikke håndværkerne selv, men derimod deres studerende sønner. Skikken døde ud i 1700-tallet, hvor blandt andre Ludvig Holberg gjorde grin med skikken ved at fremstille den lærde nar Rasmus Berg med det latiniserede navn Erasmus Montanus.
Geografisk inspirerede navne
- Ascanius (Assens), Borchsenius (Bork Sogn, Lundenæs Amt), Callundanus/Kaalund (Kalundborg), Charisius (Karise, adelsnavn), Collin (Kolding), Lacoppidan (Søby), Lagrelius (Laggartorp i Sverige), Lucoppidan (Lundby[flertydigt link ønskes præciseret]), Paludan (Kær), Pontoppidan (Broby), Quislinus (Kvislemark), Scavenius (Skagen, senere adelsnavn), Vogelius (Ugilt), Wellejus (Vejle), Selandia (Sjælland), Jutlandia (Jylland)

Erhvervsinspirerede navne
- Faber/Fabricius (smed), Prætorius (foged), Sadolin (sadelmager), Sator (skrædder)

Latiniserede danske efternavne
- Augustinus (August), Bartholin (Berthelsen, adelsnavn), Jensenius (Jensen), Olivarius (Holgersen), Tychonius (Tygesen) og Ægidius (Gjødesen).